# Тагашево
Тагашево (Тогашево) — село в Пестречинском районе Татарстана. Является частью муниципального образования «Кулаевское сельское поселение». Сёла с одноимённым названием имеются в Мюслюмовском районе и Килемарском.

## География
Находится в 9 км от трассы «М7». Дорога к трассе проходит через дачный посёлок Арышхазду и выходит к Кулаеву.
В 5 км находится река Мёша.
Перед селом имеется небольшой мост. Весной там бывает обилие воды. В полях имеется много известняковых камней. Местность характеризуется как лесостепь. Место открыто для ветров.

## Население
| 2012 | 2014 |
| ---- | ---- |
| 252  | ↘100 |

Население в основном выращивает картофель и овощи. Большинство жителей пенсионеры.

## Инфраструктура
Раньше в селе была школа-восьмилетка (закрыта из-за нехватки учащихся в 1998 году).
Около 80 домов. Дома расположены далеко друг от друга. Это местная этнографическая особенность.

## Русская православная церковь
Каменный двухпрестольный храм Покрова Пресвятой Богородицы. Главный придел освящён в честь праздника Покрова Божьей Матери, боковой — в честь святых мучеников Флора и Лавра. Основан — не позднее 1787 г.
В советские годы храм был закрыт. В 1994 году возвращен Казанской епархии РПЦ. Восстановительные работы велись в течение 15 лет, в значительной степени на средства Виктора Андреевича Лошадкина — одного из старейших служителей епархии. Чин освящения храма совершен 19 мая 2009 года архиепископом Казанским и Татарстанским Анастасием.
Настоятель — иерей Сергий (Манушин).

## Достопримечательности
Имеется старинный помещичьей дом.

## Транспорт
По прямой линии до Казани 18 км. Дорога имеет изъяны и проходит по сложному рельефу. Она идёт через Куюки и выходит в районе Салмачей на 2-е Горки, в район 24 школы города Казани. С другой стороны г. Казани можно будет добраться на Шалинском автобусе. Общая длина пути составит 40 км. Шалинский автобус идёт с ул. Космонавтов. До Тогашево можно добраться выйдя на остановках «Ильинское», «Арышхазда», «Кулаево».. Длина пути от этих остановок до Тогашево будет различна.